# Lercara Friddi
Lercara Friddi település Olaszországban, Szicília régióban, Palermo megyében. Lakosainak száma 6182 fő (2023. január 1.). Lercara Friddi Castronovo di Sicilia, Prizzi, Vicari és Roccapalumba községekkel határos.

## Népesség
A település lakossága az elmúlt években az alábbi módon változott:
| Lakosok száma | 6829 | 6764 | 6182 |
|               | 2017 | 2018 | 2023 |